# Привітне (Ялтинський район)
Приві́тне (до 1945 року — Ускю́т, крим. Üsküt) — село в Україні, у Ялтинському районі Автономної Республіки Крим. Центр сільради.
У селі відновлена старовинна мечеть Ускут Джамісі.

## Географія
Привітне розташоване на південно-східному узбережжі Криму, у східній частині території міськради, у долині річки Ускут, висота центру села над рівнем моря 72 м. Село витягнулося уздовж автодороги Білогірськ — Привітне, відстань до Алушти — 50 км, до Сімферополя — 97 км, там же найближча залізнична станція. Село досить відокремлене — відстань до найближчих населених пунктів по шосе близько 15 км: Зеленогір'я, Красноселівка (Білогірський район) (через Головне пасмо Кримських гір) і Морське.

## Історія
Час виникнення Ускута невідомо, деякі дослідники, ґрунтуючись на плануванні типу «бург» — забудові міського типу, стоячій впритул один до одного, характерно для найдавніших гірських селищ Криму, висловлюють думку, що село існує кілька тисяч років. Навіть мова Ускутської долини відрізнялася від діалектів сусідніх сіл, а жителі антропологічно відносилися до середземноморського типу (іноді виділяється особлива субетнічна група кримських татар — Ускут). Населяли долину зазналі сильної еллінізації нащадки змішавшихся з автохтонними жителями готів і аланів, які заселили край в II—III століттях. З III століття вони прийняли християнство і в середні віки належали Готській єпархії Константинопольського патріархату.
Вперше в доступних джерелах Ускут зустрічається на венеційській мапі VIII століття. Згадується селище, як De la Scuto, у договорі Генуї з Еліас-Беєм Солхатським від 1381, згідно з яким «гориста південна частина Криму на північний схід від Балаклави», з її поселеннями і народом, якій суть християни, повністю переходила у володіння генуезців. До 1475 Скуті входила в Капітанство Готія. У листуванні останнього консула Солдаї Христофоро ді Негро, приблизно 1470 року, говориться, що село Скуті захопили відомі в Криму брати Гуаско — власники замка Чобан-Куле, які намагалися закріпачити місцевих жителів («поставили в Скуті шибеницю, а на кордоні своїх володінь — ганебний стовп»), але, головне — отримати контроль над торговим шляхом в Карасубазар. Історія скінчилася нічим, оскільки в 1475 році генуезькі володіння були завойовані Османською імперією і село адміністративно включена в Судацький кадилик Кефінського санджака, а, згодом, еялету. Згадується Ускют в матеріалах переписів Кефінського санджака, селище було все ще повністю християнським: в 1520 році — 100 сімей, з них 7 втратили чоловіка-годувальника, в 1542 році — 85 сімей, з них 3 «овдовілих» і 10 дорослих холостяків. За Джізйе Дефтера Ліва-і Кефе (Османськими податковими відомостями) 1652 року, де перераховані християни-платники податків Кефінського еялету, в селищі Ускут значилося всього 18 глав сімейств. У XVII столітті на південному узбережжі Криму починає поширюватися іслам і, поступово, мусульманство взяли всі жителі села — ні у відомості про виведених з Криму до Приазов'я християн "О. В. Суворова від 18 вересня 1778 року, ні відомості митрополита гнатія Ускут не значиться (є відомості, що не бажаючі покидати батьківщину жителі Іскута приймали іслам). Перед цим, в 1774 році, за Кючук-Кайнарджійським мирним договором, колишні турецькі володіння увійшли до складу Кримського ханства, адміністративно — згідно камерального Опису Криму … 1784 року — в Судацький кадилик Кефінського каймакамства.
Після приєднання Криму до Російської імперії 8 лютого 1784 року село була приписано до Сімферопольському повіту Таврійської області. Після Павловських реформ, згідно з указом «Про новий поділ Держави на Губернії», з 1796 по 1802 входила в Акмечетський повіт Новоросійської губернії. За новим адміністративним поділом, після створення 8 (20) жовтня 1802 Таврійської губернии, Ускут був включений до складу Аргинської волості Сімферопольського повіту.

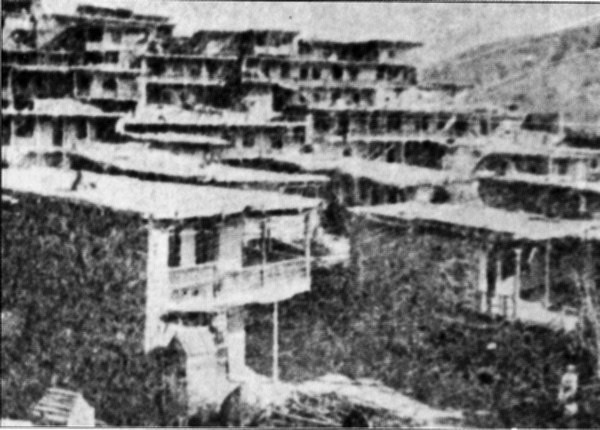
Ускут 1920 рік

За даними на 1864 рік у казенному татарському селі Ускут Ялтинського повіту Таврійської губернії мешкало 763 особи (654 чоловічої статі та 501 — жіночої), налічувалось 131 дворове господарство, існувала мечеть.
Станом на 1886 у колишньому державному селі Алуштинської волості мешкало 1368 осіб, налічувалось 240 дворових господарств, існували мечеть, 2 лавки.
За переписом 1897 року кількість мешканців зросла до 2354 осіб (1245 чоловічої статі та 1109 — жіночої), з яких 628 — православної віри, 1722 — магометанської.

## Населення
За даними перепису населення 2001 року, у селі мешкало 1845 осіб. Мовний склад населення села був таким:
| Мова              | Число ос. | Відсоток |
| ----------------- | --------- | -------- |
| українська        | 122       | 6,61     |
| російська         | 1212      | 65,69    |
| кримськотатарська | 489       | 26,50    |
| білоруська        | 4         | 0,22     |
| болгарська        | 2         | 0,11     |
| польська          | 1         | 0,05     |

## Галерея

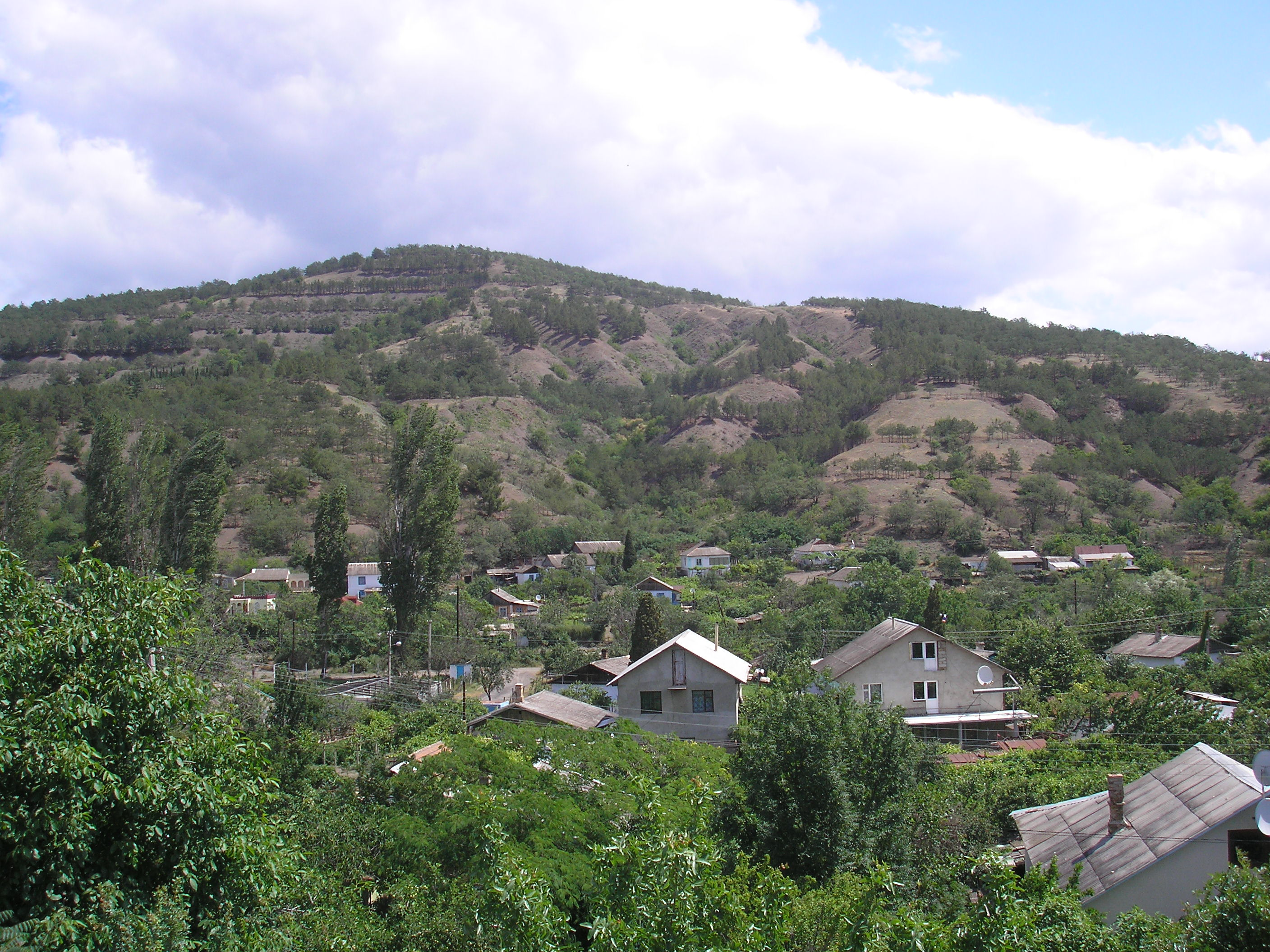
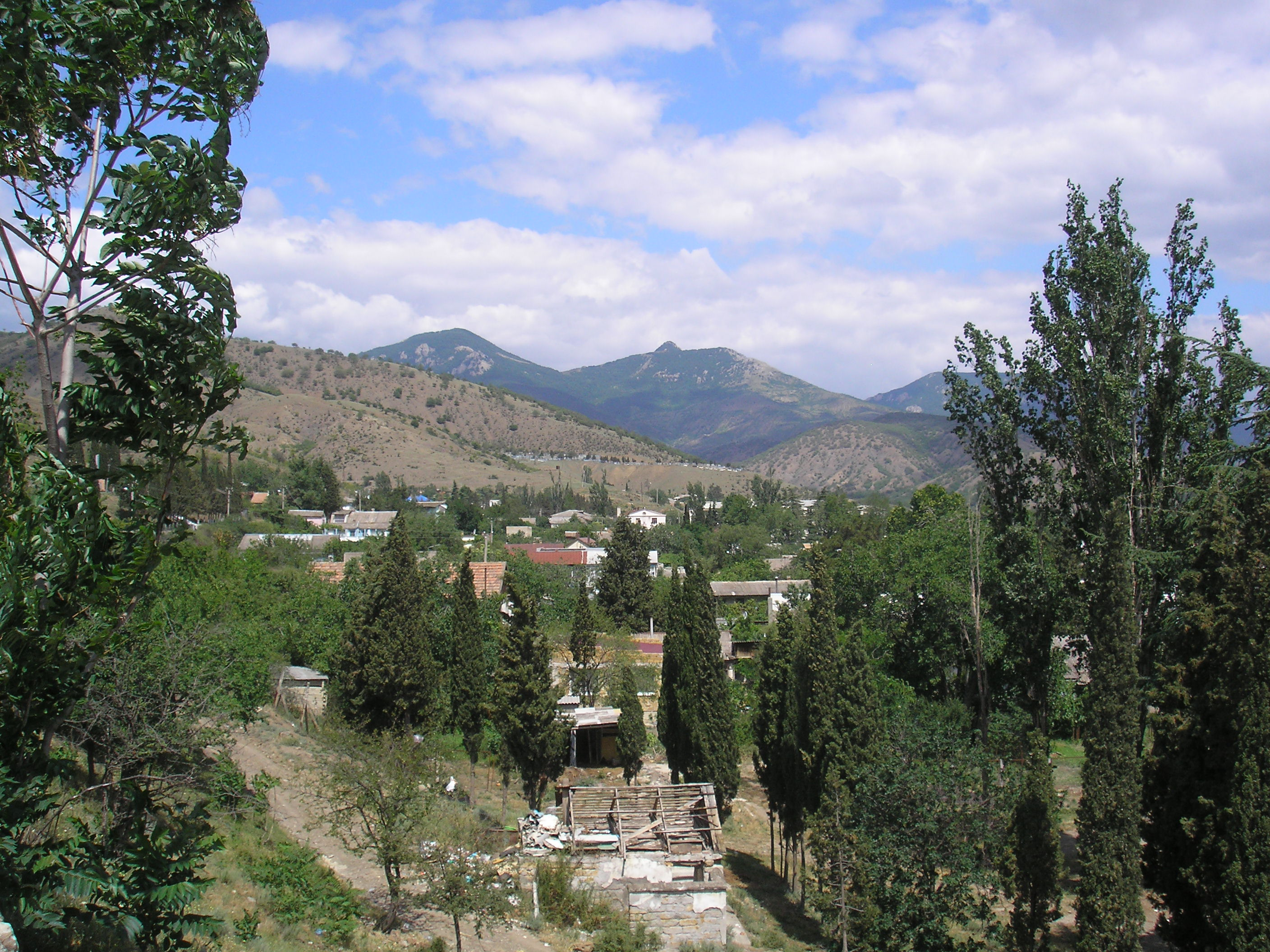
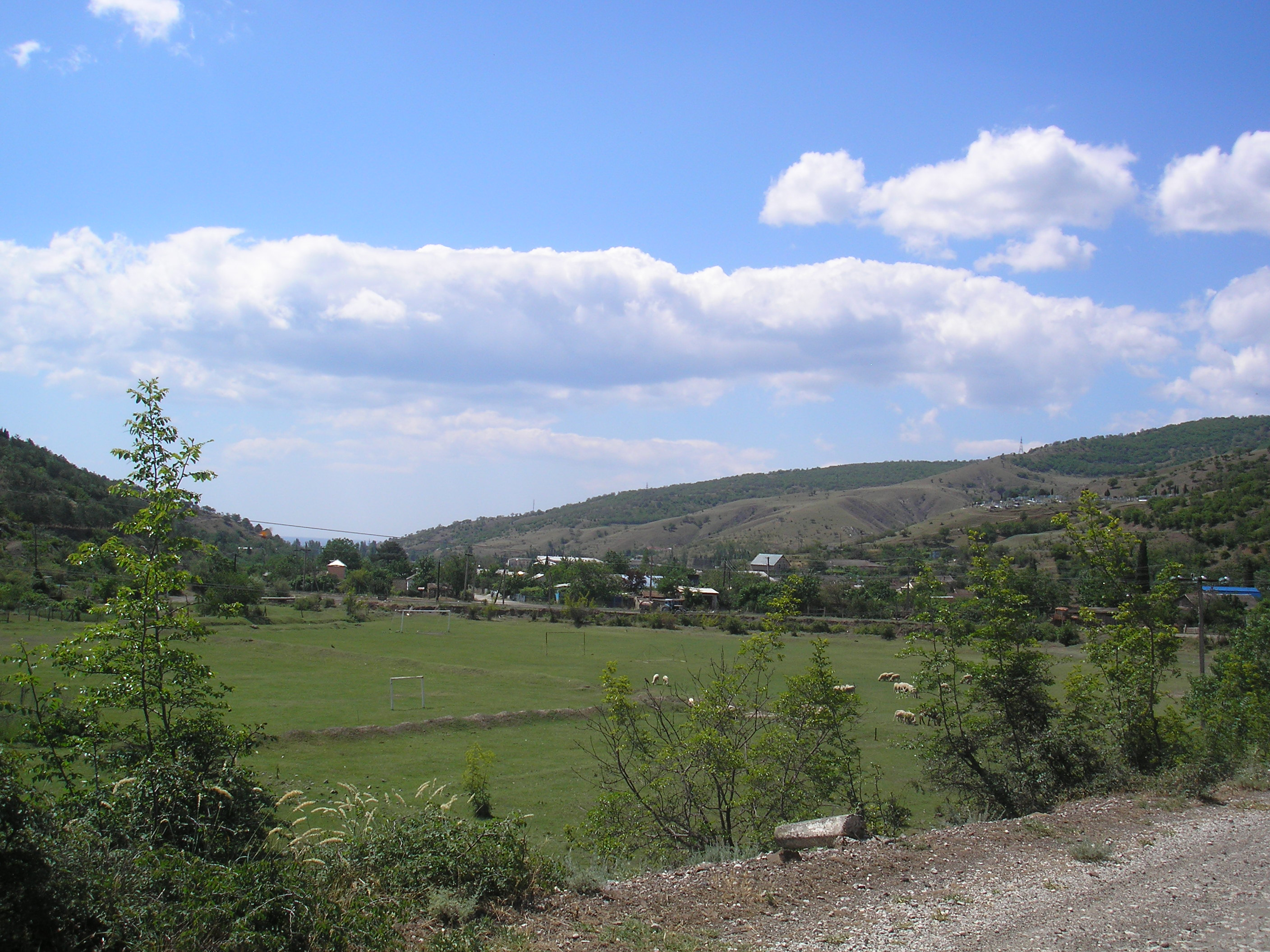
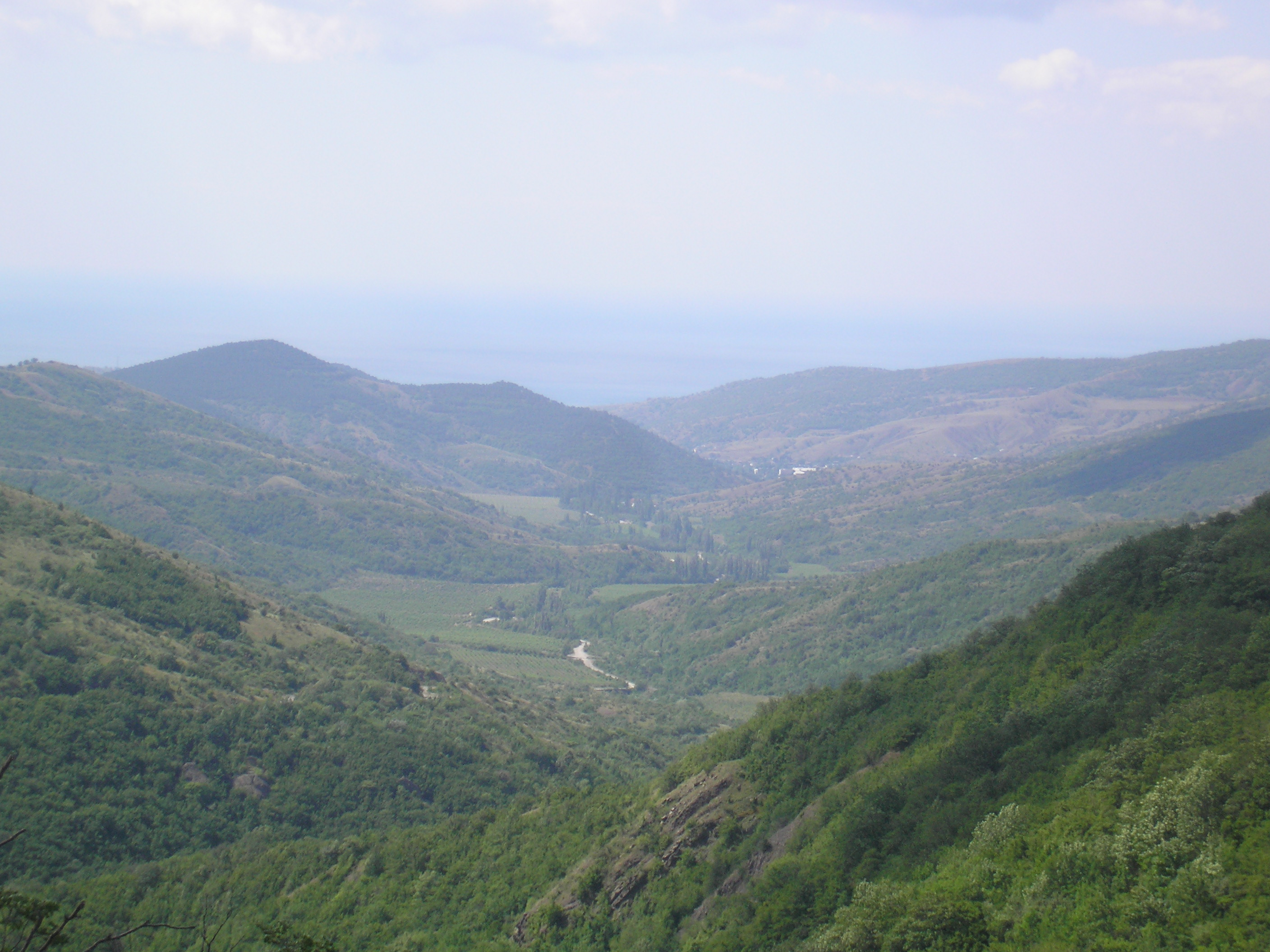